# Jaderná elektrárna Kozloduj
Jaderná elektrárna Kozloduj (bulharsky Атомна електроцентрала Козлодуй) je provozní jaderná elektrárna ležící asi 5 km východně od stejnojmenného města v severním Bulharsku nedaleko hranic s Rumunskem a asi 180 km severně od Sofie. Jedná se o jedinou jadernou elektrárnu v Bulharsku

## Historie a technické informace
V lokalitě se nachází 6 sovětských tlakovodních jaderných reaktorů typu VVER. Elektrárna byla budována z podstatné části jako pomoc SSSR a jednotlivé reaktory byla postupně uváděny do komerčního provozu v letech 1974, 1975, 1981, 1982, 1988 a 1993. Čtyři zastaralé reaktory typu VVER-440 byly již odstaveny - první dva v prosinci 2002, další dva v prosinci 2006. Poslední dva reaktory typu VVER měly schválen příslušným úřadem povolen provoz do roku 2009. Původně mělo být postaveno až 8 reaktorů, ale výstavba posledních dvou byla zrušena po roce 1989 pro nedostatek financí.
V roce 2017, kdy reaktory 5 a 6 měly udělenu provozní licenci do roku 2017 a 2019 prodloužil bulharský regulátor licenci bloku 5 o deset let, do roku 2027. Do budoucna se počítá se životností 60 let.

### Budoucí rozšíření
Bulharská vláda rozhodla o výstavbě dalších dvou bloků po tom, co byl opuštěn projekt jaderné elektrárny Belene v roce 2012. S největší pravděpodobností se bude jednat o reaktor AP1000.
V roce 2023 se parlament Bulharska shodl na základě hlasování 112 ku 45 (39 členů se zdrželo) na návrhu rozhodnutí, které žádá ministry, aby jednali s americkou vládou o novém bloku AP1000 a posouzení vlivu na životní prostředí při stavbě sedmého a osmého bloku AP1000. Dosavadní vybavení z jaderné elektrárny Belene, zamýšlené využít v bloku č. 7 bude nakonec prodáno na Ukrajinu do Chmelnycké jaderné elektrárny.
V říjnu 2023 vláda souhlasila s výstavbou 7. bloku a přípravnými pracemi na bloku 8. Sedmý blok by měl být hotový v roce 2033. V březnu 2024 bulharský parlament ratifikoval dohodu se Spojenými státy o spolupráci při výstavbě dvou bloků AP1000.
V únoru 2025 byla bulharské agentuře pro jaderný dozor předložena žádost o povolení k určení umístění plánovaného bloku 8 v jaderné elektrárně Kozloduj. Podaná žádost je prvním krokem v celkovém procesu povolování nového jaderného zařízení. Agentura potvrdila přijetí žádosti a dodala, že připraví program pro komplexní přezkoumání a posouzení předložené žádosti a dokumentů k ní připojených. V únoru 2025 se odhadovalo, že sedmý blok bude uveden do provozu v roce 2035 a osmý v roce 2037.

## Informace o reaktorech
| Reaktor    | Typ reaktoru  | Výkon   | Výkon   | Zahájení výstavby | Připojení k síti | Uvedení do provozu | Uzavření     |
| Reaktor    | Typ reaktoru  | Čistý   | Hrubý   | Zahájení výstavby | Připojení k síti | Uvedení do provozu | Uzavření     |
| ---------- | ------------- | ------- | ------- | ----------------- | ---------------- | ------------------ | ------------ |
| Kozloduj-1 | VVER-440/230  | 408 MW  | 440 MW  | 1. 4.1970         | 24. 7. 1974      | 28. 10.1974        | 31. 12. 2002 |
| Kozloduj-2 | VVER-440/230  | 408 MW  | 440 MW  | 1. 4. 1970        | 24. 8. 1975      | 10. 11. 1975       | 31. 12. 2002 |
| Kozloduj-3 | VVER-440/230  | 408 MW  | 440 MW  | 1. 10. 1973       | 17. 12. 1980     | 20. 1. 1981        | 31. 12. 2006 |
| Kozloduj-4 | VVER-440/230  | 408 MW  | 440 MW  | 1. 10. 1973       | 17. 5. 1982      | 20. 6. 1982        | 31. 12. 2006 |
| Kozloduj-5 | VVER-1000/320 | 1003 MW | 1040 MW | 9. 7. 1980        | 29. 11. 1987     | 23. 12. 1988       |              |
| Kozloduj-6 | VVER-1000/320 | 1003 MW | 1040 MW | 1. 4. 1982        | 2. 8. 1991       | 30. 12. 1993       |              |
| Kozloduj-7 | AP1000        |         |         | Plánováno         | Plánováno        | 2035               |              |
| Kozloduj-8 | AP1000        |         |         | Plánováno         | Plánováno        | 2037               |              |